# Săn hươu

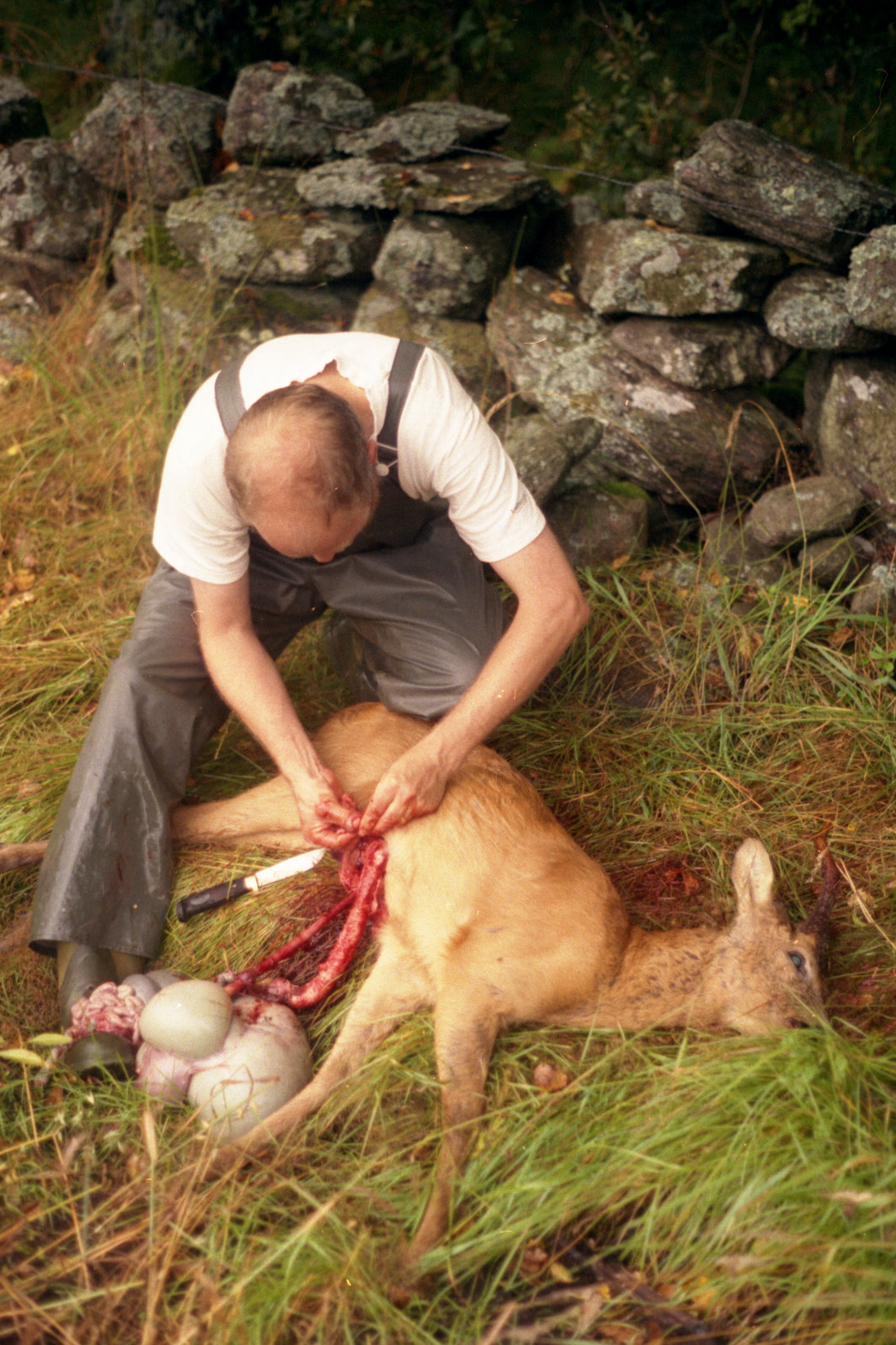
Một con hươu bị mổ bụng, moi phủ tạng sau khi bị săn

Săn hươu nai là các hình thức săn bắt, săn bắn các loại hươu, nai. Hình thức này tồn tại từ hàng chục nghìn năm qua với rất nhiều loại hươu nai được săn bắn trên toàn thế giới. Việc săn bắn hươu nai xuất phát từ việc đáp ứng một phần nhu cầu thực phẩm (thịt nai), nhất là đối với một số dân tộc có đời sống gắn bó với rừng rú, cũng như việc tiêu diệt hươu nai phá hoại mùa màng, kiểm soát quần thể hươu, nai.
Săn bắn hươu nai còn là một thú vui, một trò giải trí của tầng lớp quý tộc, hoàng gia, vương giả trên thế giới. Trong văn hóa một số nước Á Đông, việc săn hươu là ám chỉ của hoạt động tranh đoạt thiên hạ ở Trung Quốc (Trục lộc Trung Nguyên) xuất phát từ điển tích chém rắn, đuổi hươu của Lưu Bang, cũng đồng thời được nhắc đến trong tác phẩm Lộc đỉnh ký của nhà văn Kim Dung.

## Trên thế giới

### Ở Châu Âu

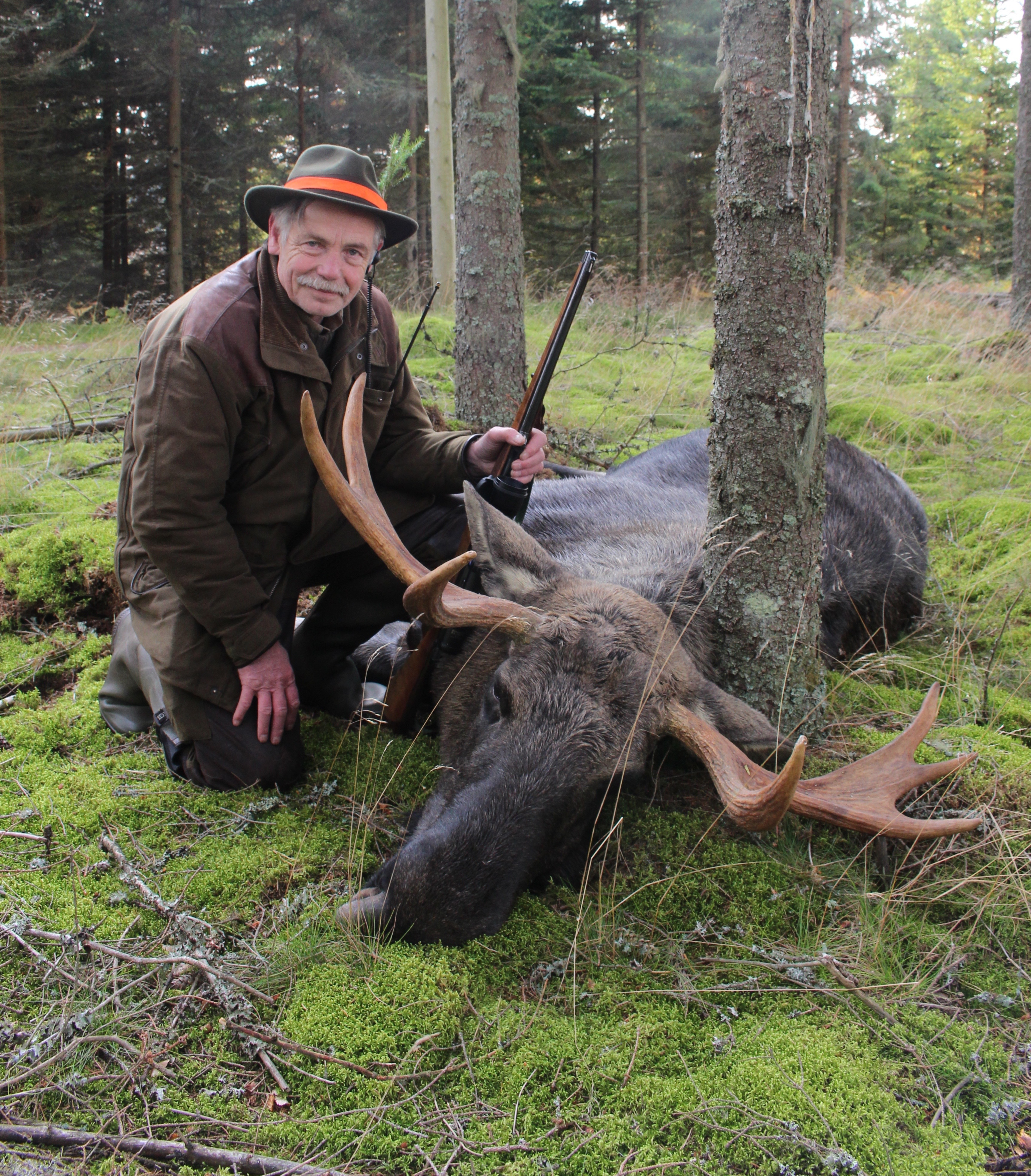
Một thợ săn hươu với chiến phẩm của mình

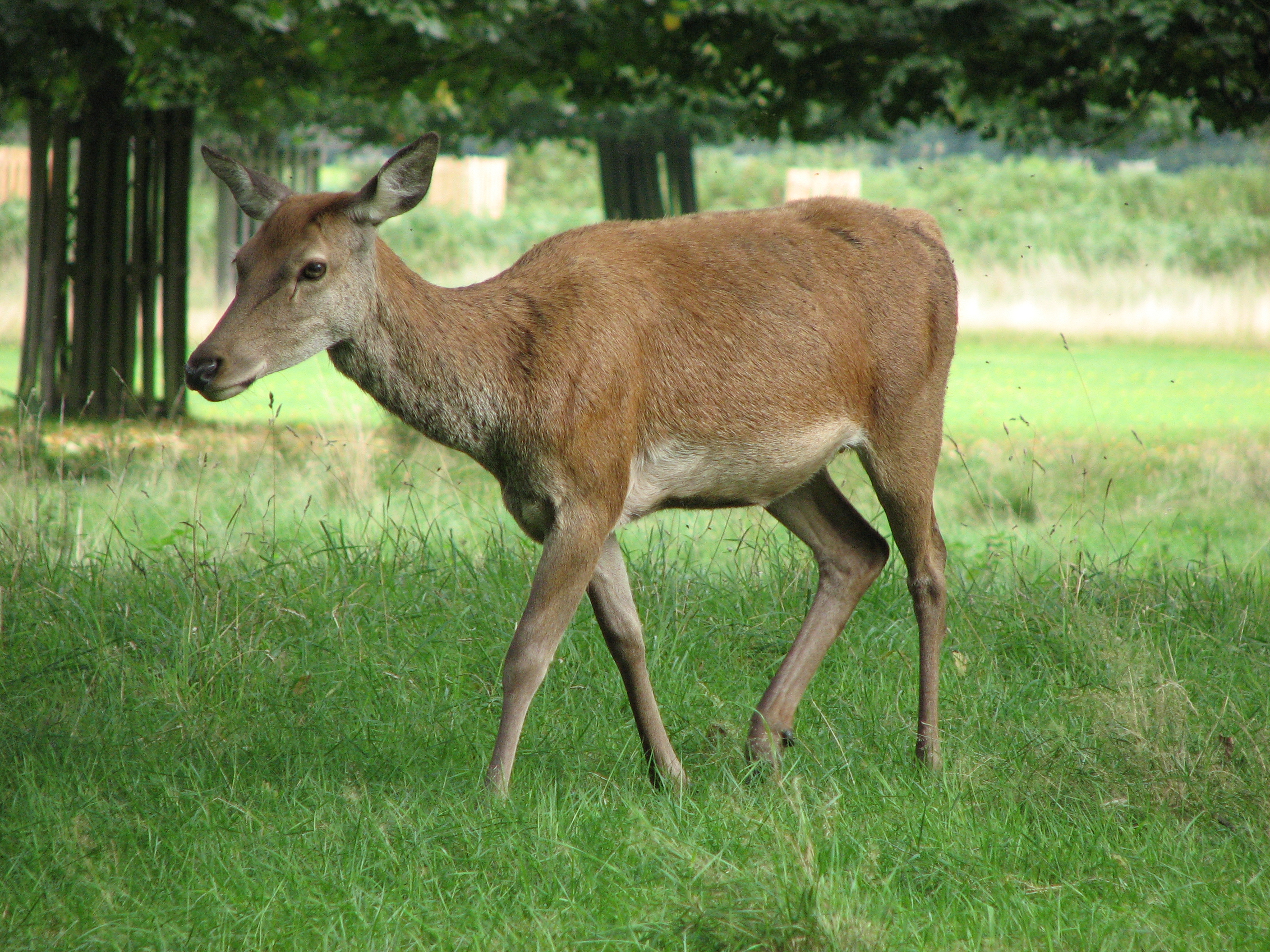
Việc săn hươu là hợp pháp ở một số quốc gia, cho phép kiểm soát số lượng loài hươu

Tại Vương quốc Anh có sáu loài hươu ở Anh được săn bắn gồm hươu đỏ, Capreolus capreolus, hươu hoang, hươu sao, mang, hươu nước Trung Quốc, cũng như các giống lai của những con nai. Tất cả đều bị săn bắt đến một mức độ phản ánh về số lượng một cách tương đối của chúng, hoặc như một môn thể thao hoặc cho các mục đích tiêu diệt các loài phá hoại mùa màng. Mùa cấm săn hươu khác nhau tùy theo loài. Tục săn hươu bắt đầu từ thời Trung Cổ khi nó thường kéo dài từ tháng sáu đến tháng Chín
Rình bắn hươu là hình thức được sử dụng rộng rãi như là một môn thể thao ở Anh và Ireland để biểu thị gần như tất cả các hình thức săn bắn bằng súng thể thao, thường là dùng để săn hươu đỏ, đặc biệt là ở cao nguyên Scotland. Ở châu Âu, hươu thường được săn bắn trong rừng. Ở Anh và Ái Nhĩ Lan, thuật ngữ săn nai có lịch sử được dành riêng cho việc theo đuổi hươu với những con chó săn mùi hương (chó săn hươu), với những người theo không mang vũ khí thông thường cưỡi trên lưng ngựa.
Ở châu Âu trong lịch sử đã thực hiện việc săn nai sừng tấm làm thực phẩm. Bản vẽ đá châu Âu và bức tranh hang động cho thấy con nai sừng tấm đã bị săn đuổi từ thời kỳ đồ đá bởi con người. Các cuộc khai quật ở Alby, Thụy Điển, tiếp giáp với Stora Alvaret đã mang lại những gạc nai trong túp lều bằng gỗ từ 6000 TCN, chỉ ra một việc săn nai sớm nhất ở Bắc Âu. Ở phía Bắc Scandinavia ta vẫn có thể tìm thấy dấu tích của các hố bẫy dùng để săn nai. Những hố, mà có thể được rộng lên đến 4×7 m và sâu 2 m, có thể đã được ngụy trang với cành và lá. Chúng sẽ có mặt dốc được lót bằng ván, làm cho nó không thể cho con nai để thoát khỏi một khi nó rơi vào đó.
Các hố thường được tìm thấy trong các nhóm lớn, băng qua những con đường thông thường của con nai sừng tấm và kéo dài trên vài km. Còn lại của hàng rào bằng gỗ được thiết kế để hướng các con vật về phía hố (vẻ đường cho hươu chạy) đã được tìm thấy trong các đầm lầy và than bùn. Tại Na Uy, một ví dụ của các thiết bị bẫy đã được tìm thấy khoảng 3.700 trước Công nguyên. Bẫy nai sừng tấm trong hầm lò là một phương pháp cực kỳ hiệu quả trong săn bắn, và vào đầu thế kỷ 16, chính phủ Na Uy đã cố gắng để hạn chế việc sử dụng chúng. Tuy nhiên, phương pháp này đã được sử dụng cho đến thế kỷ thứ 19.

### Ở Châu Mỹ
Những con hươu phát triển với số lượng nhiều nhất sau khi du nhập vào Bắc Mỹ đặc biệt là phía đông của dãy núi Rocky phân bố nhiều nhất là những con hươu đuôi trắng, trong khi đó, phía tây của dãy núi này thì những con hươu đuôi đen là loài hươu chiếm ưu thế. Nai đuôi đen (Black-tailed deer) thì lại chiếm ưu thế dọc theo bờ biển phía tây (phía tây của dãy Cascade) từ Bắc California đến Đông Nam Alaska. Sự khác biệt đáng chú ý nhất giữa những con nai là sự khác biệt về tai, đuôi, hình dạng nhung, và kích thước cơ thể. Mỗi con hươu trưởng thành thường to lớn hơn mỗi năm miễn là có nguồn thực phẩm tốt cung ứng cho nhu cầu của chúng, sự tăng trưởng nhung phụ thuộc vào nguồn thức ăn. Nếu thức ăn không tốt trong một năm, thì gạc sẽ nhỏ hơn. Nhiều con hươu còn bị chết bởi tai nạn giao thông như Nai Florida, và các loài nai khác như nai Sitka, hươu đuôi đen Califonia...
Ở Hawaii, loài hươu Axis được đưa vào môi trường tự nhiên ở đây trong những năm 1950. Không có động vật ăn thịt chúng làm thiên địch nên con số của chúng nhanh chóng phát triển và chúng được coi là một loài xâm lấn, đặc biệt là trên các đảo Lanai và Maui và gần đây đã có dấu hiệu của chúng trên đảo lớn của Hawaii. Nai và nai sừng tấm cũng là động vật bị săn phổ biến. Tuy nhiên, săn bắn chúng thường không được gọi là săn hươu. Ở Canada và Alaska, tuần lộc được săn lùng một cách rộng rãi. Mùa săn hươu khác nhau trên khắp nước Mỹ, một số mùa ở Florida bắt đầu càng sớm từ tháng Chín và có thể kết thúc cho đến tháng hai như ở Texas. Thời lượng của mùa giải săn thường dựa trên sức khỏe và dân số của đàn hươu, ngoài số lượng thợ săn dự kiến sẽ được tham gia vào cuộc săn nai.

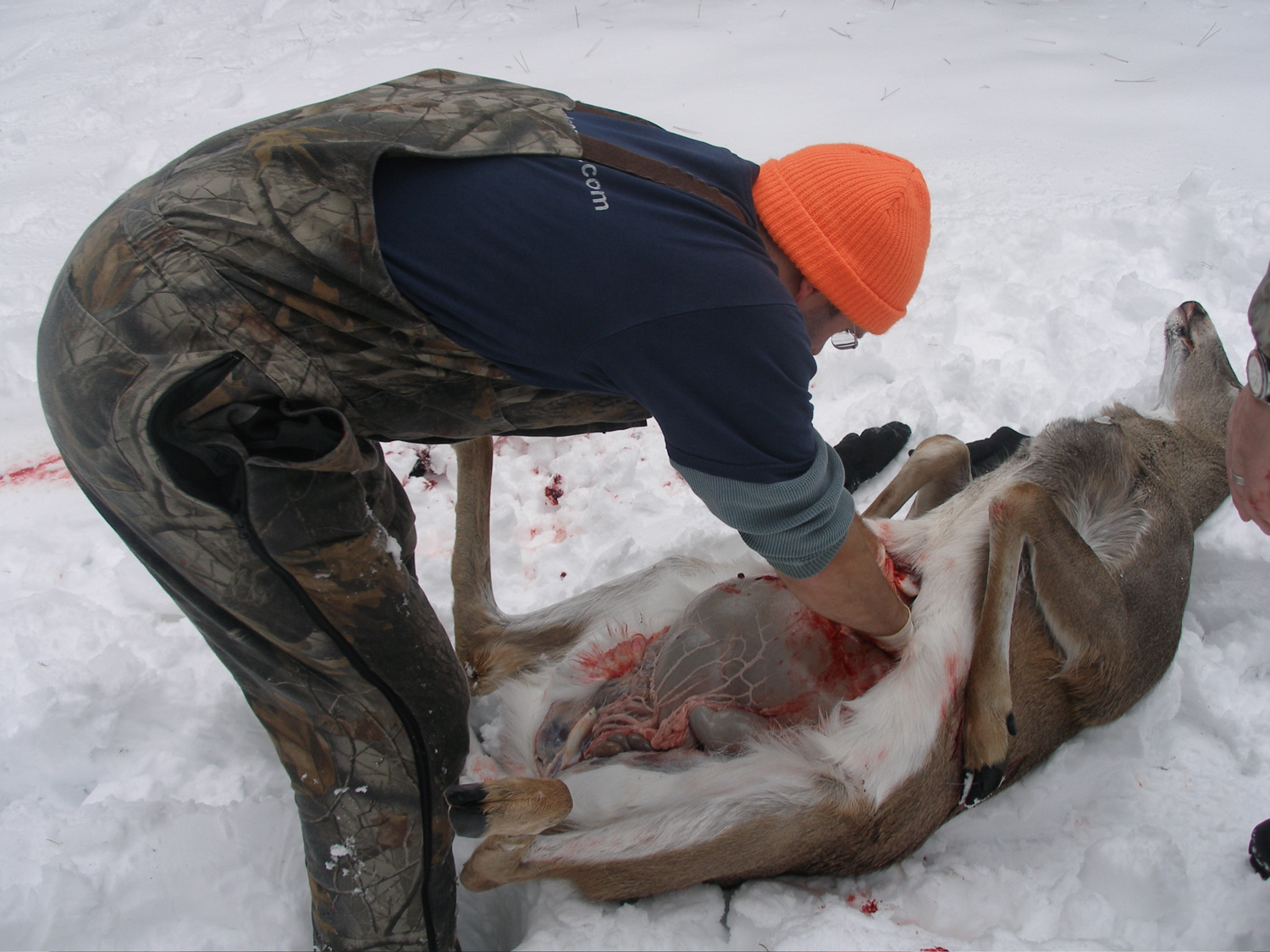
Giết hươu tại Bắc Mỹ

Tại Mỹ, Nai sừng tấm Alaska là loài bị săn bắt làm thực phẩm và phục vụ cho nhu cầu thể thao giải trí mỗi năm trong mùa thu và mùa đông. Người sử dụng cả hai súng và bẫy để săn nai sừng tấm, nhưng chúng rất khó để bị sập bẫy và bắn hạ, ngay cả với một khẩu súng trường có công suất cao. Con nai Alaska lớn nhất đã bị bắn ở phía tây Yukon trong tháng 9 năm 1897, nó nặng 820 kg (£ 1800), và nó cao đến 233 cm (92 in) tính đến vai. Trong khí đó, với số lượng khoảng 950.000 cá thể, Nai sừng tấm phía Tây bị săn bắt mỗi mùa thu và mùa đông ở cả Canada và Hoa Kỳ. Hạn ngạch (mức săn bắn) hàng năm thay đổi tùy theo ước tính người dân địa phương và thợ săn đã thành công từ mùa săn trước.
Bên cạnh đó, Nai sừng tấm phía Đông cũng bị săn bắt để làm thực phẩm và như một trò thể thao giải trí trong mùa thu và mùa đông. Trong quá khứ, dân số của chúng đã tăng lên nhanh chóng, gây ra một vấn đề cho người dân trong môi trường sống của họ, và việc săn bắn đã giúp kiểm soát dân số Nai sừng tấm phía Đông. Hàng năm chính quyền tỉnh bang Newfoundland cho phép săn 8.000 con nai sừng tấm, tuy nhiên nhiều người đang đề nghị chính quyền cho phép được săn gấp đôi lên khoảng 15.000 con mỗi năm. Thợ săn sử dụng cả hai cung và mũi tên và súng săn để săn chúng và chỉ được phép săn nai sừng tấm đực vì những con nai cái có thể mang thai khi bị giết.

### Ở Châu Úc
Tại New Zealand đã có 10 loài hươu (Cervidae) là đối tượng săn bắn. Từ những năm 1850, hươu đỏ và tiếp theo là hươu hoang, nai, hươu Bắc Mỹ, hươu sao, các loài hươu trong chi Rusa, và hươu đuôi trắng, các loài khác là hươu đốm và nai sừng tấm châu Âu là những loài đã bị tuyệt chủng. Trong trường hợp không bị kiểm soát bởi quần thể động vật ăn thịt, nai được cho là một loài nguy hại do ảnh hưởng của chúng đối với thảm thực vật bản địa. Từ những năm 1950 chính phủ đã sử dụng các thợ săn chuyên nghiệp để tiêu diệt các loài nai. Săn hươu bây giờ là một hoạt động giải trí.
Tại Úc, có sáu loài nai mà có sẵn để săn bắn. Đây là những con hươu hoang, nai, hươu đỏ, Rusa, hươu đốm, và hươu lợn. Những con nai lần đầu tiên được du nhập đến Úc giữa những năm 1800 và 1803. Tất cả các quốc gia và vùng lãnh thổ có hươu phân bố bao gồm nhiều hòn đảo ven biển. Săn hươu ở Úc chủ yếu là thực hiện ở phía đông của đất nước này.

## Phương pháp
Có năm phương pháp phổ biến của săn bắn hươu, trong đó phương pháp đầu tiên là ngắm bắn. Đây thường là phương pháp phổ biến nhất, tùy thuộc vào địa hình. Kiểu săn bắn này được thực hiện bằng cách chờ đợi nơi con nai có khả năng đi đến vị trí đó, người săn bắn thường núp bên một cây cao, hay một ụ đất. Khoảng cách cây thường được đặt 8-30 bộ trên mặt đất. Trạm phục kích thường được đặt ở rìa của trảng cây trồng như ngô, lúa mì, lúa mạch, cỏ linh lăng, cỏ ba lá, đậu tương, bông. Thông thường, thợ săn cố tình trồng các cây cây trồng mà hươu nai ưa thích tại các địa điểm chiến lược chỉ nhằm mục đích thu hút hươu nai. Các trạm phục kích cũng được đặt trong rừng trên các cạnh của con đường mòn con nai hay đi lại. Một số tiểu bang cho phép mồi săn để được đặt gần những trạm săn để thu hút những con nai. Điều này khác với việc trồng cây. Mồi phổ biến nhất là ngô.
Phương pháp thứ hai thường được gọi là săn bắn, tức là đi bộ dọc qua những khu rừng hoặc dọc theo các mé của một trảng cây và tìm kiếm một con nai. Các thợ săn thường dừng lại và chờ đợi một vài phút, sau đó di chuyển và lặp đi lặp lại chu kỳ này. Một phương pháp khác là dùng chó săn. Phương pháp này sử dụng chó để đuổi theo những con nai. Phương pháp này sử dụng súng săn bắn với đạn chì. Tuy nhiên, ở một số bang như Wisconsin, việc này được coi là bất hợp pháp để sử dụng phương pháp này nhằm săn hươu đuôi trắng.
Một phương pháp khác là sử dụng các thủ đoạn khêu gợi hươu nai trong mùa động đực, người ta là sử dụng mùi hương và mồi nhử để thu hút con nai đực đang vào mùa động đực để vào tầm ngắm, hoặc sử dụng các hương thơm esterous để khêu gợi sự quan tâm và mồi nhử của con nai đực. Có những thứ khác liên quan đến săn hươu mà sẽ dẫn đến một cuộc săn thành công. Một đàn nai khỏe mạnh là một trong những yếu tố quan trọng nhất đóng góp cho một mùa săn bắn thành công. Chuẩn bị là một khâu quan trọng, một thợ săn sẽ trinh sát khu vực họ có kế hoạch để săn vài tháng trước khi mùa giải sẽ diễn ra.